# Nandita Das
Nandita Das es una actriz y directora del cine de la India. Es la estrella de las películas Fuego y Tierra (1947: Earth).

## Filmografía

### Actor
| Año  | Título                   | Papel                  | Idioma                  | Notas |
| ---- | ------------------------ | ---------------------- | ----------------------- | --- |
| 1989 | Parinati                 |                        | Oriya                   | |
| 1996 | Fuego                    | Sita                   | Inglés                  | |
| 1998 | Tierra                   | Shanta, la Ayah        | Hindi                   | |
| 1998 | Hazaar Chaurasi Ki Maa   | Nandini Mitra          | Hindi                   | |
| 1998 | Janmadinam               | Sarasu                 | Malayalam               | |
| 1998 | Biswaprakash             | Anjali                 | Oriya                   | |
| 1999 | Deveeri                  | Deveeri (Akka)         | Kannada                 | |
| 1999 | Rockford                 | Lily Vegas             | Inglés                  | |
| 1999 | Punaradhivasam           | -                      | Malayalam               | |
| 2000 | Hari-Bhari               | Afsana                 | Hindi                   | |
| 2000 | Saanjh                   |                        | Urdu                    | |
| 2000 | Bawandar                 | Sanwari                | Rayastaní               | Ganadora, Mejor Actriz - Santa Monica Film Festival |
| 2001 | Aks                      | Supriya Verma          | Hindi                   | |
| 2001 | Daughters of the Century | Charu                  | Hindi                   | |
| 2002 | Aamaar Bhuvan            | Sakina                 | Bengalí                 | Ganadora, Mejor Actriz - Cairo Film Festival. Ganadora, Zee Cine Award a la Mejor Actriz |
| 2002 | Kannaki                  | Kannaki                | Malayalam               | |
| 2002 | Pitaah                   | Paro                   | Hindi                   | |
| 2002 | Azhagi                   | Dhanalakshmi           | Tamil                   | |
| 2002 | Kannathil Muthamittal    | Shyama                 | Tamil                   | |
| 2002 | Lal Salaam               | Rupi(alias Chandrakka) | Hindi                   | |
| 2003 | Ek Alag Mausam           | Aparna Verma           | Hindi                   | |
| 2003 | Bas Yun Hi               | Veda                   | Hindi                   | |
| 2003 | Supari                   | Mamta Sikri            | Urdu                    | |
| 2003 | Shubho Mahurat           | Mallika Sen            | Bengalí                 | |
| 2003 | Kagaar: Life on the Edge | Aditi                  | Hindi                   | |
| 2003 | Ek Din 24 Ghante         | Sameera Dutta          | Hindi                   | |
| 2004 | Vishwa Thulasi           | Sita                   | Tamil                   | |
| 2005 | Fleeting Beauty          | Indian woman           | Inglés                  | |
| 2006 | Maati Maay               | Chandi                 | Maratí                  | |
| 2006 | Podokkhep                | Megha                  | Bengalí                 | |
| 2006 | Kamli                    | Kamli                  | Telugú                  | Ganadora, Nandi Award a la Mejor Actriz (telugú) |
| 2007 | Before the Rains         | Sajani                 | Inglés                  | |
| 2007 | Provoked                 | Radha Dalal            | Inglés                  | |
| 2007 | Naalu Pennungal          | Kamakshi               | Malayalam               | |
| 2007 | Paani: A Drop of Life    | Mira Ben               | Hindi                   | |
| 2008 | Ramchand Pakistani       | Champa                 | Urdu                    | |
| 2009 | Before the Rains         | Sajani                 | Inglés, malayalam       | |
| 2010 | Winds of Change          | Padma                  |                         | [ 1 ] |
| 2011 | I Am                     | Afia                   | Inglés, hindi           | |
| 2014 | Rastros de Sándalo       | Mina                   | Hindi, inglés, catalán. | Premio del público 2014 Festival Internacional de Cine de Montreal Mejor película 2015 Premios Gaudí Mejor guion adaptado 2015 Premio Nacional de Filmografía del Círculo de Escritores Cinematográficos Archivado el 25 de abril de 2012 en Wayback Machine. Nominada Mejor guion adaptado 2015 Premios Goya |

### Directora
| Año  | Título | Idioma                | Notas |
| ---- | ------ | --------------------- | --- |
| 2008 | Firaaq | Hindi urdu & guyaratí | Best Film and Best Screenplay, Asian Festival of First Films. Purple Orchid Award for Best Film, Asian Festival of First Films Special Jury Award, International Film Festival of Kerala Special Prize, International Thessaloniki Film Festival |